# Mesochorus riparius
Mesochorus riparius là một loài tò vò trong họ Ichneumonidae.